# Napf (Einheit)
Napf war ein bayerisches Volumenmaß für Getreide, das besonders in der Pfalz und Franken verbreitet war. Für Milch war das Maß im österreichischen Zillertal in Gebrauch.
Zillertal
- Milch 1 Napf = 3 Maß = 4,2 Liter:[1] Das Maß durfte in Maß und Halbe unterteilt werden. Das Fraggele oder der Napf hatte auch 2,3 Liter und wurde in 16 Löffel unterteilt.
  - 1/32 Napf = 1 Kar/Char

Nabburger Maß
- 1 Napf = 0,375 Metzen (bayer.)
- Weizen 8 Näpfe = 1 Achtel = 96 Maß
- Hafer, Gerste 9 Näpfe = 1 Achtel = 108 Maß

Kemnather Maß
- Hafer, Gerste 12 Näpfe = 1 Achtel = 144 Maß

Pfreimder Maß
- Weizen 8 Näpfe = 1 Achtel = 100 Maß
- Hafer, Gerste 9 Näpfe = 1 Achtel = 150 Maß

Wallis
- 4 Napf = 1 Fischel (alt) = 25 Liter[2]
- 4 Napf = 1 Fischel (neu) = 20 Liter

An anderen Orten (Naters) konnte das Fischel 16 bis 16,8 Liter betragen
- Eger (Böhmen): 1 Napf = 9,8389 Liter
- * 32 Napf = 1 Kahr[3]
- Greiz: 1 Napf = 9,8 Liter